# Chamber Music (album de Louis Sclavis)
Pour les articles homonymes, voir Chamber Music.
Albums de Louis Sclavis
Chine
(1987) Ellington on the Air
(1992)
Chamber Music est un album du clarinettiste français Louis Sclavis, paru en 1989 sur le label IDA Records. Ce disque a été enregistré par un septet constitué de Sclavis aux clarinettes et saxophones, Yves Robert au trombone, Dominique Pifarély au violon, Michel Godard au tuba, Philippe Deschepper à la guitare, François Raulin au piano, et Bruno Chevillon à la contrebasse. L'enregistrement se déroule en juillet et septembre 1989 aux Gimmick Studio, à Yerres, en France.

## Description

### Musiciens
- Louis Sclavis : clarinette, clarinette basse, saxophone soprano
- Yves Robert : trombone
- Dominique Pifarély : violons acoustique & électrique
- Michel Godard : tuba
- Philippe Deschepper : guitare
- François Raulin : piano, claviers
- Bruno Chevillon : contrebasse

### Liste des titres
| No | Titre                    | Auteur                                             | Durée |
| -- | ------------------------ | -------------------------------------------------- | ----- |
| 1. | Ottomar                  | Louis Sclavis                                      | 8:10  |
| 2. | Patch                    | Louis Sclavis/François Raulin                      | 4:37  |
| 3. | Petra                    | Louis Sclavis                                      | 12:00 |
| 4. | Introduction à fond bleu | Louis Sclavis                                      | 3:44  |
| 5. | Fond bleu                | Louis Sclavis, arrangement Gérard Marais           | 5:03  |
| 6. | Marche                   | Louis Sclavis                                      | 7:50  |
| 7. | Qu'attendent-elles ?     | Alain Gibert, d'après Cottontail de Duke Ellington | 1:38  |
| 8. | Introduction à Veronese  | François Raulin                                    | 3:41  |
| 9. | Veronese                 | François Raulin                                    | 3:08  |